# Arquebisbat de Messina-Lipari-Santa Lucia del Mela

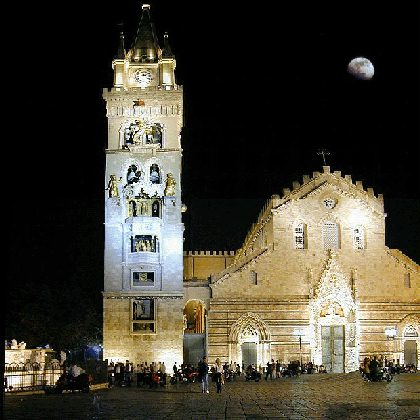
La façana i el campanar del Duomo.

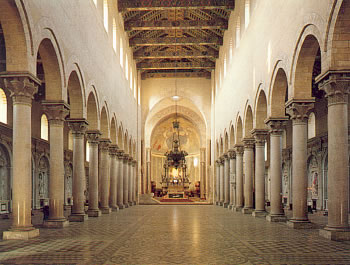
La nau central del Duomo.

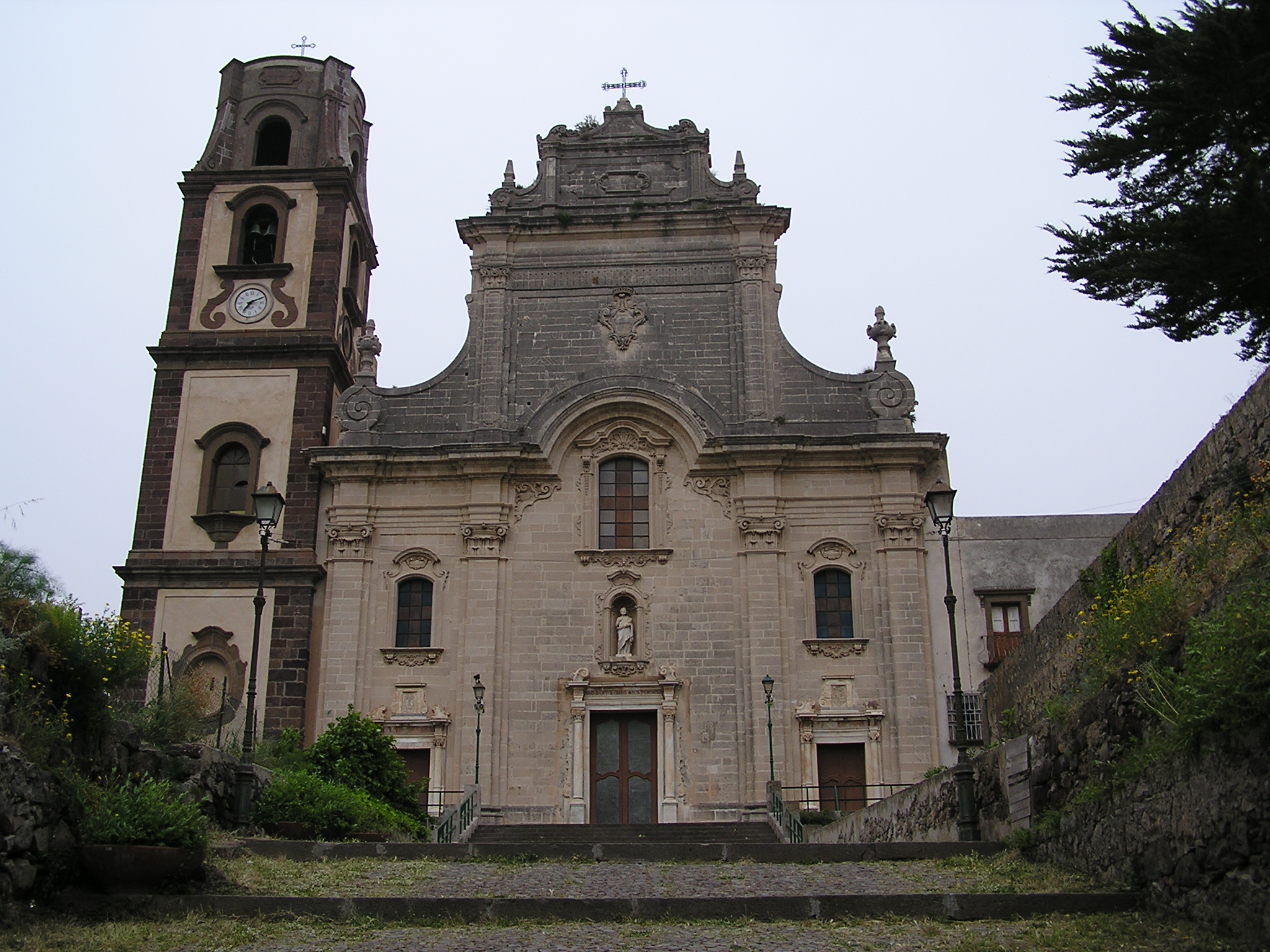
La cocatedral de San Bartolomeo a Lipari.

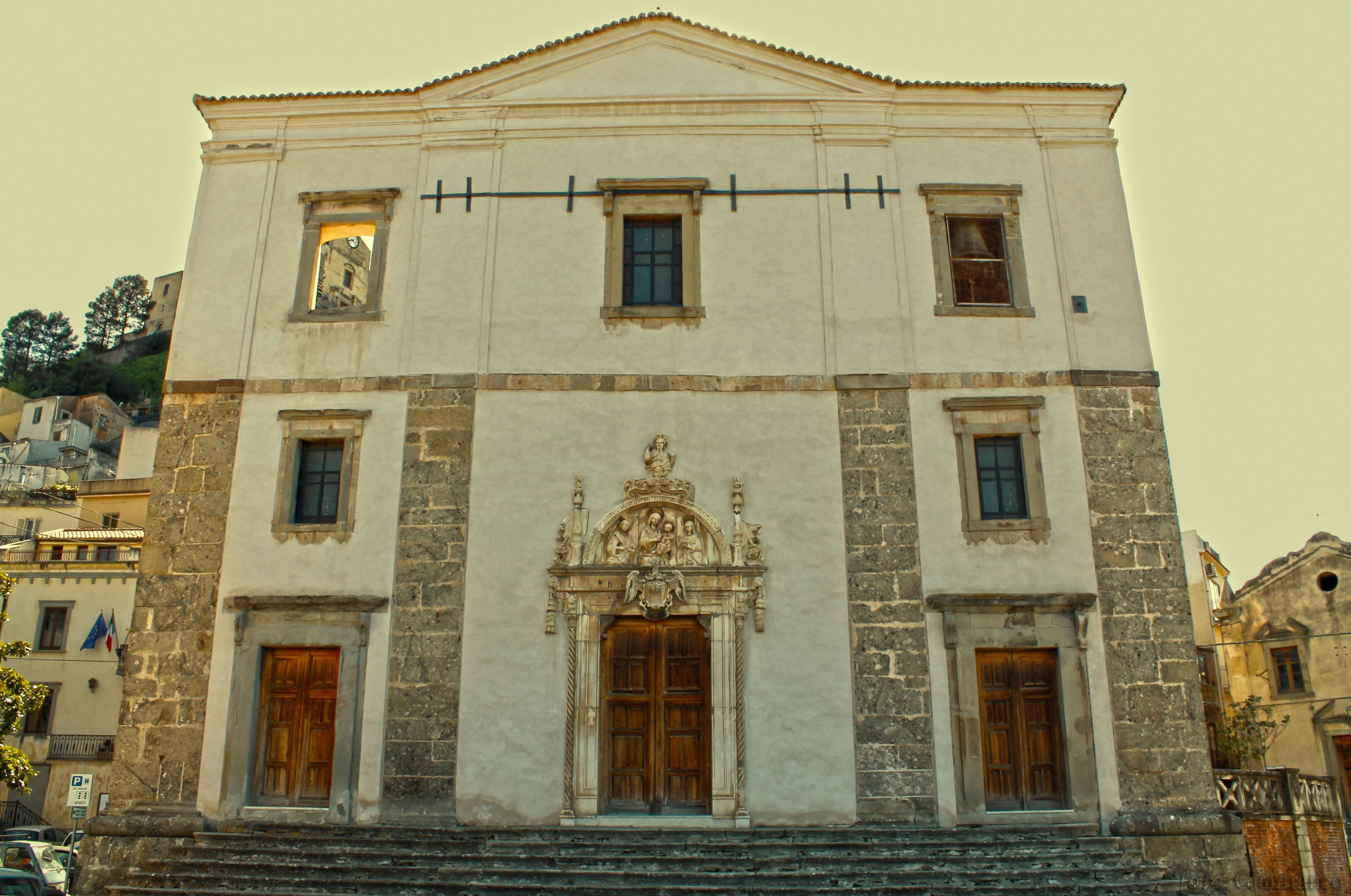
Cocatedral de Santa Maria Assunta a Santa Lucia del Mela.

L'arquebisbat de Messina-Lipari-Santa Lucia del Mela (italià:  Arcidiocesi di Messina-Lipari-Santa Lucia del Mela; llatí: Archidioecesis Messanensis-Liparensis-Sanctae Luciae) és una seu metropolitana de l'Església catòlica que pertany a la regió eclesiàstica Sicília. El 2010 sumava amb 508.750 batejats al voltant de 510.000 habitants. Actualment està dirigida per l'arquebisbe i arximandrita Giovanni Accolla.

## Territori
L'arxidiòcesi va néixer a partir de la unió de l'arxidiòcesi de Messina, de la diòcesi de Lipari, de la prelatura de Santa Lucia del Mela i de l'arximandritat del Santíssim Salvador, i s'estén a la part oriental de la província de Messina.
El territori està dividit en 244 parròquies i 66 municipis.

### Sotsdivisió del territori
I. Zona Pastoral Messina e villaggi
- Arxiprestats de Messina Centro, Messina Nord, Messina Sud (Madonna della Lettera)
- Arxiprestat de Galati (San Placido)
- Arxiprestat de Faro (Sant'Eustochia)
  - Messina

II. Zona Pastoral Versante Ionico
- Arxiprestat de Roccalumera (Santa Maria della Catena)
  - Alì
  - Alì Terme
  - Fiumedinisi
  - Furci Siculo
  - Itala
  - Mandanici
  - Nizza di Sicilia
  - Pagliara
  - Roccalumera
- Arxiprestat de Santa Teresa di Riva (San Basilio Magno)
  - Antillo
  - Casalvecchio Siculo
  - Forza d'Agrò
  - Limina
  - Roccafiorita
  - Sant'Alessio Siculo
  - Santa Teresa di Riva
  - Savoca
- Arxiprestat de Taormina (San Pancrazio)
  - Castelmola
  - Gallodoro
  - Giardini Naxos
  - Letojanni
  - Mongiuffi Melia
  - Taormina
- Arxiprestat de Val d'Alcantara (Maria Santissima Assunta)
  - Francavilla di Sicilia
  - Gaggi
  - Graniti
  - Malvagna
  - Moio Alcantara
  - Motta Camastra
  - Roccella Valdemone
  - Santa Domenica Vittoria

III. Zona Pastoral Versante Tirrenico
- Arxiprestat de Spadafora (San Giuseppe)
  - Messina (frazione Gesso)
  - Monforte San Giorgio
  - Roccavaldina
  - Rometta
  - San Pier Niceto
  - Saponara
  - Spadafora
  - Torregrotta
  - Valdina
  - Venetico
  - Villafranca Tirrena
- Arxiprestat de Milazzo (San Francesco di Paola)
  - Condrò
  - Milazzo
- Arxiprestat de Barcellona Pozzo di Gotto (San Sebastiano)
  - Barcellona Pozzo di Gotto
  - Castroreale
- Arxiprestat de Novara di Sicilia (Santi Pietro e Paolo)
  - Fondachelli Fantina
  - Mazzarrà Sant'Andrea
  - Novara di Sicilia
  - Rodì Milici
  - Terme Vigliatore
- Arxiprestat de Montalbano Elicona (Sacro Cuore)
  - Basicò
  - Falcone
  - Furnari
  - Montalbano Elicona
  - Tripi
- Vicariato del territorio di Santa Lucia del Mela
  - Santa Lucia del Mela
  - Gualtieri Sicaminò
  - Pace del Mela
  - San Filippo del Mela

IV. Zona Pastoral Isole Eolie
- Vicariato del territorio delle Isole Eolie
  - Lipari
  - Leni
  - Malfa
  - Santa Marina Salina

### Catedrals
- Messina: basílica catedral protometropolitana de Santa Maria Assunta
- Lipari, església cocatedral de San Bartolomeo
- Santa Lucia del Mela, església cocatedral de Santa Maria Assunta
- Messina, cocatedral arximandrital del Santissimo Salvatore

### Província ecclesiàstica
La província eclesiàstica de l'arcidiocesi de Messina-Lipari-Santa Lucia del Mela comprèn dues sufragànies:
- bisbat de Nicosia
- bisbat de Patti

## Història
L'arxidiòcesi actual és el resultat de la fusió de quatre districtes eclesiàstics antics.

### Arxidiòcesi de Messina
Segons la tradició, la diòcesi va ser erigida per sant Pau, que va ordenar el primer bisbe, Sant Bacchilo. No obstant això, es tenen algunes notícies certes només des del segle v, i el primer bisbe conegut és Eucarpo, que va estar present al sínode romà de 502. De les cartes dels Papes Pelagi I i Gregori el Gran es coneixen els noms d'altres bisbes: Eucarpo II, Felice i Dono. Altres bisbes de Messina assistiren als concilis ecumènics celebrats a Orient: Benedetto, Gaudioso i Gregorio.
Amb la conquesta àrab de Sicília, no es tenen més notícies de les comunitats cristianes de l'illa i la seva organització eclesiàstica. Van sobreviure només alguns monestirs grecs a Val Demone.
A partir del 1061 els normands van començar la conquesta de Sicília a partir de Messina. El comte Roger I, després d'ocupar la plaça forta de Troina la van elevar com la capital del seu regne i van establir una diòcesi, nomenant com a bisbe Roberto, sense adonar-se de les prerrogatives dels Papes de Roma. Amb la conquesta de Messina, Roberto traslladà la seva seu. Els seus successors van mantenir el doble títol de Messina i Troina fins a l'època de la reina Constança.
Les difícils relacions inicials entre els reis normands i la Santa Seu es van aguditzar quan Roger II s'uní a l'antipapa Anaclet II, (1130), que va promoure Messina a seu metropolitana amb la butlla Piae postulatio voluntatis. No obstant això, aquestes iniciatives d'Anaclet II van ser cancel·lades al final del cisma pel papa Eugeni III, que amb la butlla Cum universis ecclesiis de 1159 van reiterar el privilegium libertatis concedit en el moment a Roger I, que eximia a Messina de qualsevol altra jurisdicció eclesiàstica i la seva presentació directa davant la Santa Seu.
El 1166 el Papa Alexandre III, després de visitar Messina l'any anterior, va elevar la seu a metropolitana amb la butlla Licet omnes discipuli amb les seus de Cefalù i de Patti i Lipari com a sufragànies.
El 22 de setembre de 1197 es consagrà la catedral en presència d'Enric VI de Suàbia.
A causa de la guerra de les Vespres Sicilianes, la seu Messina va romandre vacant durant uns vint anys. De fet, el bisbe Francesco Fontana, que va ser triat a Nàpols pel capítol de la catedral a l'exili, va abandonar poc després de la seu, que es va mantenir sense pastor fins al nomenament de Guidotto d'Abbiate el 1304.
Durant els segles xiv i xv no eren rars els xocs entre el capítol de la catedral i de la Santa Seu, que en diverses ocasions es va negar a aprovar els nomenaments dels arquebisbes, deixant vacant la seu durant diversos anys.
Els arquebisbes Giovanni Retana i Antonio Lombardo van construir i inaugurar el seminari arxidiocesà. Entre 1621 i 1725 es van celebrar cinc sínodes diocesans, que van seguir els que se celebren el 1392 i en 1588.
Durant el segle xviii l'arxidiòcesi va haver de patir molt al principi de la pesta de 1743, que va causar la mort de 30.000 persones, entre elles l'arquebisbe català Tomàs de Vidal i de Nin; i després pel terratrèmol de 1783, que va causar grans danys i danyà severament la catedral.
A la primera meitat del segle xix Messina cedí porcions de territori per a la creació de les diòcesis de Nicosia (17 de març de 1816) i d'Acireale (27 de juny de 1844); i també en 1827 quatre ciutats van ser cedides a la diòcesi de Patti.
En 1844 la província eclesiàstica de Messina cedí la diòcesi de Cefalù com a sufragánea de l'arxidiòcesi de Palerm, mentre adquirida com a nova diòcesi sufragània la de Lipari, fins llavors immediatament subjecta a la Santa Seu. D'altra banda, en 1883 el Papa Lleó XIII va unir aeque principaliter l'arximandritat del Santissimo Salvatore, durant cinquanta anys vacant, a l'arxidiòcesi de Messina.
A principis del segle xx, l'arxidiòcesi i la ciutat de Messina van viure dos moments molt dramàtics: el terratrèmol de 1908, que va destruir el 90% dels edificis (com ara la catedral i la majoria de les esglésies i cases religioses) i que va causar 80.000 morts; i els bombardejos aliats de juny de 1943, que va causar la destrucció de la catedral de nou, que va cremar durant tres dies consecutius.
El 30 de setembre de 1986, amb el decret Instantibus votis de la Congregació per als Bisbes, les dues seus de Messina i Lipari, la prelatura de Santa Lucia del Mela i Arximandritat del Santíssim Salvador es van unir amb la fórmula de plena unione i la nova circumscripció eclesiàstica va prendre el seu nom actual. També es va establir que l'arquebisbe pro tempore empra també el títol d'arximandrita del Santíssim Salvador.

### Bisbat de Lipari
L'illa de Lipari va ser habitada, ja en el segle iv, pels monjos de ritu llatí, que va adoptar el ritu bizantí durant el segle viii. La tradició senyala com a protobisbe a sant Agatone, present a l'illa el 254. En primer bisbe documentat històricament és Augusto, qui assistí a dos sínodes romans el 501 i el 502.
Després l'arxipèlag de les Eòlies va ser ocupat ocupada pels àrabs. La vida cristiana es va reprendre el segle xi, quan el comte Roger, després d'haver conquerit les illes, fundà a Lipari una abadia benedictina dedicada a sant Bartomeu Apòstol, assignant com a dot les illes Eòlies; la fundació va ser aprovada pel Papa Urbà II amb butlla de 3 de juny de 1091. El mateix Roger havia fundat a Patti una altra abadia, la del Santíssim Salvador (1094), que va ser unida amb la de Lipari i governat per un sol abat.
El 1131 l'antipapa Anaclet II, amb el suport de Roger II, erigí en bisbat les dues abadies i nomenà com a bisbe l'abat Giovanni. Aquests actes, però, van ser derogats pel Papa Innocenci II en 1139, durant el Segon Concili del Laterà, i el bisbe Giovanni va ser deposat.
En 1157 el papa Eugeni III va erigir la diòcesi de Patti i Lipari, unides aeque principaliter, i nomenà el primer bisbe, Gilberto. El Papa Alexandre III en 1166 va sotmetre les dues diòcesis a la seu metropolitana de Messina.
La unió de les dues seus es va mantenir fins al 18 d'abril de 1399, quan el Papa Bonifaci IX, amb el breu Dudum ex certis, separà les dues diòcesis i es va traslladar al bisbe Francesco Gattolo la seu de Lipari, i nomenà a Francesco Hermemir per a la seu de Patti. Amb una altra butlla, el mateix Papa va haver de determinar les possessions de cadascuna, en què els dos prelats havien trobat una font de litigi.
El 29 de novembre de 1627 l'església de Lipari va ser eximida de la metròpoli de Messina i va esdevenir immediatament subjecta a la Santa Seu mitjançant el breu Romanus Pontifex del Papa Urbà VIII. En 1844 va acabar aquest privilegi i la seu es va sotmetre de nou a Messina.
El 10 de desembre de 1977 Ignazio Cannavò va ser nomenat arquebisbe de Messina i bisbe de Lipari, unit així les dues seus in persona episcopi.

### Prelatura de Santa Lucia del Mela
El 1206 es va erigir la parròquia de Santa Lucia del Mela, a causa de l'interès de l'emperador Frederic II, que havia fet el lloc d'un del seu lloc de vacances i que havia erigit una capella reial. El territori va ser separat de la diòcesi de Patti i cedit pel sobirà al Capellà Major del Regne de Sicília, una institució fundada el 1132.
Com els bisbes de Patti van reclamar els seus drets sobre el territori parròquial, el 1228 primer i després finalment, en 1248 el rei va confirmar la independència de Santa Lucia, en virtut de les prerrogatives que deriven del privilegi que el Papa Urbà II havia concedit el 1098 al comte Roger i conegut com a Apostolica legazia.
Durant la primera meitat del segle xvii, els bisbes van treballar per reconstruir des de zero l'antiga catedral, que havia estat encarregada pel comte Roger en 1094.
Al segle xix, el Papa Pius IX va erigir Santa Llúcia i el seu territori en la prelatura nullius. El prelat gaudia de tots els drets episcopals excepte la facultat d'ordenar i exercia la seva jurisdicció sobre una petita àrea integrada pels municipis de Santa Lucia del Mela, Sant Filippo del Mela, Pace del Mela, Gualtieri i respectivament els pobles de San Giovanni, Archi, Cattafi, Corriolo, Olivarella, Giammoro i Soccorso.
Amb el nomenament del prelat Ignazio Cannavò com a arquebisbe de Messina el 10 de desembre de 1977, les dues seus van quedar unides in persona episcopi.

### Arximandritat del Santíssim Salvador
vegeu també: Arximandritat del Santíssim Salvador
Al segle xi el comte Roger d'Hauteville va ser fundar l'monestir del Santíssim Salvador "in lingua phari", prop de la dalla del port de Messina, també coneguda com la península de San Raineri, i se li va donar als monjos basilians de ritu bizantí. El seu fill, el rei Roger II el va elevar al monestir arximandrita (o arximandritat, és a dir, a cap d'altres monestirs) al maig de 1131. A l'octubre del mateix any Ugone, arquebisbe de Messina, va donar a l'arximandrita del Santíssim Salvador 35 esglésies i monestirs amb les seves possessions.
La jurisdicció de l'arximandritat del Santíssim Salvador, a través dels segles, es va expandir fins a 62 monestirs a Sicília i Calàbria. L'arximandritat es va erigir en diòcesi pel Papa Urbà VIII amb el breu del 23 de març de 1635. Més tard hi va mancar les diferències amb l'arxidiòcesi de Messina, degudes a les dificultats per identificar i definir el territori de l'arximandritat.
Amb la mort de l'arximandrita cardenal Emmanuele De Gregorio, que va tenir lloc el 6 de novembre de 1839, es va iniciar un llarg període de seu vacant. Les successives lleis de supressió de les corporacions religioses va provocar el tancament dels monestirs de Sant Basili i la seva apropiació per l'Estat. L'arximandritat va disminuir fins a unes poques parròquies i el Papa Lleó XIII, amb el breu del 31 d'agost de 1883 va unir l'arximandritat del Santíssim Salvador aeque principaliter a l'arxidiòcesi de Messina.

## Cronologia episcopal

### Seu de Messina
- San Bacchilo † (41)
- Barchirio † (68)
- Eleuterio † (121)
- Alessandro I † (154)
- Raimondo †
- Capitone † (313)
- Alessandro II † (347)
- Evagrio † (363)
- Bacchilo II † (381)
- Giovanni I † (151)
- Giustiniano † (183)
- Eucarpo I † (citat el 502)
- Peregrino I † (514)
- Eucarpo II † (inicis de 558 - finals de 560)
- Felice I † (inicis de 591 - finals de 593)
- Dono † (inicis de 595 - finals de 603)
- Felice II † (600)
- Guglielmo I † (603)
- Isidoro † (610)
- Peregrino II † (citat el 649)
- Benedetto † (citat el 680)
- Gaudioso † (citat el 787)
- Gregorio † (citat el 869)
- Ippolito † (968)
- Roberto I † (1082 - 1109 mort)
- Goffredo I † (citat el 1113)
- Guglielmo II † (vers 1122 - vers 1126 mort)
- Ugone † (1127 - vers 1139 mort)
- Goffredo II † (citat el 1140)
- Roberto II † (citat el 1142)
- Gerardo † (de juliol de 1144 - ?)
- Arnaldo † (d'abril de 1147 - ?)
- Roberto III † (1151 - 1157)
- Nicolò I † (1166 - inicis de 1182 mort)
- Riccardo Palmieri † (1183 - 1195 mort)
- Bernardo (o Berzio) di Masio † (1197 - 1233 mort)
- Landone † (9 de febrer de 1236 - vers 1255 mort)
- Giovanni Colonna, O.P. † (1255 - 1262 nomenat arquebisbe de Nicòsia)
- Tommaso D'Agni Lentini, O.P. † (1262 - 1266 dimití) (administrador apostòlic)
- Bartolomeo Pignatelli † (30 de setembre de 1266 - 1272 mort)
- Reginaldo Lentini, O.P. † (5 de desembre de 1274 - 1287 mort)
- Francesco Fontana † (23 d'abril de 1288 - 23 d'agost de 1296 nomenat arquebisbe de Milà)[3]
  - Raimondo d'Aquino † (bisbe electe)
  - Raniero II Lentini † (1288 - 1304) (bisbe electe)
- Guidotto de Abbiate † (10 de gener de 1304 - 1333 mort)
  - Pietro I † (bisbe electe)
  - Federico de Guercis † (1333 - 1342) (bisbe electe)
- Raimando de Pezzolis † (20 de novembre de 1342 - 1348 mort)
- Giordano Curti, O.F.M. † (31 de maig de 1348 - 1348)
- Pietro Porta, O.Cist. † (20 de març de 1349 - ? mort)
  - Anzalone Bonsignore † (1351 - 1354) (bisbe electe)
- Guglielmo Monstrio † (23 de desembre de 1355 - 1363 nomenat arquebisbe de Monreale)
- Dionisio da Murcia, O.E.S.A. † (20 de març de 1363 - finals de 18 de juliol de 1380 mort)
  - Paolo Zuccaro † (1380 - 1387) (bisbe electe)
- Maffiolo Lampugnani † (10 de juliol de 1387 - 1 de març de 1392 nomenat bisbe de Cracòvia)
- Filippo Crispo, O.E.S.A. † (9 de març de 1392 - 1 de desembre de 1402 mort)
- Pietro Budano † (3 de gener de 1403 - finals de 24 de desembre de 1406)
- Tommaso Crisafi, O.F.M. † (1408 - de juliol de 1426 mort)
  - Archida Ventimiglia † (1426) (bisbe electe)
- Bartolomeo Gattola † (14 d'octubre de 1426 - 1446 mort)
  - Pietro III † (1446 - 1447) (bisbe electe)
- Antoni Cerdà i Lloscos, O.SS.T. † (8 de gener de 1448 - 28 de març de 1449 nomenat bisbe de Lleida)
- Giacomo Porcio † (21 d'abril de 1449 - octubre de 1450 mort)
- Giacomo Tedesco, O.Cist. † (4 de novembre de 1450 - 14 de març de 1473 mort)
  - Lorenzo Crisafi † (15 de març de 1473 - 1473) (bisbe electe)
  - Giuliano della Rovere † (1473 - maig de 1474) (administrador apostòlic)
- Giacomo da Santa Lucia, O.F.M. † (23 de maig de 1474 - 7 de juliol de 1480 nomenat arquebisbe titular de Filippi i bisbe de Patti)[4]
- Pietro de Luna † (7 de juliol de 1480 - 28 d'agost de 1492 mort)
- Martín Ponce de León † (27 de març de 1493 - 1500 mort)
- Martino Garcia † (4 de desembre de 1500 - 1502 mort)
- Pietro Bellorado, O.S.B. † (16 de març de 1502 - 1509 o 1510 mort)
  - Pietro Isvalies † (1510 - 22 de setembre de 1511 mort) (administrador apostòlic)
- Bernardino da Bologna † (23 de gener de 1512 - 1513 mort)
- Antonio La Lignamine (o La Legname) † (24 d'abril de 1514 - 13 de novembre de 1537 mort)
  - Innocenzo Cibo † (14 de juny de 1538 - 14 d'abril de 1550 mort) (administrador apostòlic)
- Giovanni Andrea Mercurio † (30 de maig de 1550 - 2 de febrer de 1561 mort)
- Gaspar Cervantes de Gaete † (19 de novembre de 1561 - 1 de març de 1564 nomenat arquebisbe de Salern)
- Antonio Cancellaro † (28 d'abril de 1564 - 12 de novembre de 1568 mort)
- Giovanni Retana † (22 de juny de 1569 - 15 de maig de 1582 mort)
- Antonio Lombardo † (23 de gener de 1585 - 13 de setembre de 1597 mort)
- Francisco Velardo de la Cuenca † (1 de febrer de 1599 - 8 de juliol de 1604 mort)
- Bonaventura Secusio, O.F.M. † (17 d'agost de 1605 - 10 de juny de 1609 nomenat bisbe de Catània)
- Pedro Ruiz de Valdevexo † (31 d'agost de 1609 - 2 d'octubre de 1617 nomenat arquebisbe, títol personal, d'Orense)
- Andrea Mastrillo † (16 de maig de 1618 - 5 de maig de 1624 mort)
  - Giovanni Domenico Spinola † (1625 - 1626) (administrador apostòlic)
- Biago Proto de Rubeis † (20 de juliol de 1626 - 7 d'abril de 1646 mort)
- Simone Carafa, C.R. † (16 de setembre de 1647 - 22 de març de 1676 mort)
- Giuseppe Cicala, C.R. † (9 de maig de 1678 - 28 de setembre de 1685 mort)
- Francisco Álvarez de Quiñones † (27 de maig de 1686 - 15 de setembre de 1698 nomenat arquebisbe, títol personal, de Sigüenza)
- Giuseppe Migliaccio † (24 de novembre de 1698 - 25 de març de 1729 mort)
- Tomàs de Vidal i de Nin, O.Cist. † (11 de setembre de 1730 - de juny de 1743 mort)
- Tommaso Moncada, O.P. † (23 de setembre de 1743 - d'octubre de 1762 mort)
- Gabriele Maria Di Blasi e Gambacorta, O.S.B. † (9 de juliol de 1764 - inicis de 29 de juny de 1767 mort)
- Giovanni Maria Spinelli, C.R. † (10 de juliol de 1767 - març de 1770 mort)
- Corrado Deodato Moncada † (1770 - 1771 mort)
- Scipione Ardoino Alcontres, C.R. † (17 de juny de 1771 - 1778 mort)
- Nicola Cifaglione † (20 de març de 1780 - inicis de 3 de novembre de 1789 mort)
- Francesco Paolo Perremuto, O.S.B. † (29 de març de 1790 - 11 de març de 1791 mort)
- Gaetano Maria Garrasi, O.S.A. † (18 de juny de 1792 - 16 de febrer de 1817 mort)
- Antonio Maria Trigona † (28 de juliol de 1817 - 22 de novembre de 1819 dimití)
  - Sede vacante (1819-1823)
- Francesco di Paola Villadecani † (17 de novembre de 1823 - 13 de juny de 1861 mort)
- Luigi Natoli † (22 de febrer de 1867 - 25 de febrer de 1875 mort)
- Giuseppe Guarino † (5 de juliol de 1875 - 22 de setembre de 1897 mort)
- Letterio D'Arrigo Ramondini † (24 de març de 1898 - 18 de desembre de 1922 mort)
- Angelo Paino † (23 de febrer de 1923 - 7 de març de 1963 jubilat)
- Francesco Fasola, O.SS.G.C.N. † (25 de juny de 1963 - 3 de juny de 1977 jubilat)
- Ignazio Cannavò (3 de juny de 1977 - 30 de setembre de 1986 nomenat arquebisbe de Messina-Lipari-Santa Lucia del Mela)

### Seu de Santa Lucia del Mela
- Gregorio Mostaccio †
- Bartolomeo Antiocheno †
- Damiano de Palizio † (citat el 1302)
- Pietro de Pernis, O.F.M. † (1340 - 25 de febrer de 1346 nomenat bisbe de Patti)
- Orlando Brunello † (1344 - 1355)
- Francesco De Luca † (1355 - 1360)
- Dionigi De Murcia, O.E.S.A. † (1360 - 20 de març de 1363 nomenat arquebisbe de Messina)
- Filippo da Castrogiovanni † (1363 - ?)
- Ubertino da Corleone †
- Filippo Crispo, O.E.S.A. † (? - 1402 mort)
- Filippo De Ferrario † (12 de gener de 1402 - ?)
- Tommaso Crisafi, O.F.M. † (1416 - ?)
- Giovanni de Stefano † (1424 - ?)
- Giacomo Porzio †
- Giacomo Gallarat †
- Alemanno de Sicar † (1450 - ?)
- Puccio de Palizio † (1452 - ?)
- Giacomo Bonanno † (1456 - ?)
- Giacomo Gagliardo † (1457 - ?)
- Gabriele Enguerra † (1458 - de maig de 1462 dimití)
- Angelo Stayti † (citat el 1464)
- Federico de Vitale † (inicis de 1482 - 1483 mort)
- Leonardo De Albertis † (9 d'octubre de 1483 - ?)
- Gian Martino de Vitale † (1484 - 20 de febrer de 1491 mort)
- Dalmazio di Tolosa † (1485 - ?)
- Alfonso d'Aragona † (1492 - ?)
- Giacomo Conchilles, O. de M. † (1505 - 25 de febrer de 1509 nomenat bisbe de Catània)
- Juan Miguel de Mayo † (1509 - ? dimití)
- Diego Herrera † (1510 - ?)
- Giovanni Rizzo † (vers 1516 - 20 d'agost de 1530 mort)
- Girolamo Zafarana, O.S.B. † (inicis de 1535 - 1575 mort)
- Pedro Manríquez de Buytron †
- Girolamo Riggio † (1585 - ?)
- Juan d'Espinar † (1590 - 1601 mort)
- Simone Rao Grimaldi † (15 d'agost de 1602 - 12 de març de 1616 mort)
- Beato Antonio Franco † (12 de novembre de 1616 - 2 de setembre de 1626 mort)
- Vincenzo Firmatura † (24 de març de 1628 - 3 de març de 1648 mort)
- Martino La Farina † (21 de setembre de 1648 - 17 de setembre de 1668 mort)
- Simone Impellizzeri † (? - d'agost de 1701 mort)
- Carlo Massa † (4 de desembre de 1702 - 26 de desembre de 1704 mort)
  - Sede vacante (1704-1709)
- Pedro Solerá Montoya † (1709 - 31 de març de 1711 mort)
- Francesco Barabara † (de maig de 1712 - 15 de gener de 1732 mort)
- Antonio Ura † (15 d'octubre de 1732 - 28 d'octubre de 1735 mort)
- Marcello Moscella † (5 de gener de 1736 - 10 d'abril de 1760 mort)
  - Sede vacante (1760-1767)
- Scipione Ardoino Alcontres, C.R. † (19 de desembre de 1767 - 17 de juny de 1771 nomenat arquebisbe de Messina)
- Emanuello Rao-Torres † (18 de desembre de 1771 - d'abril de 1778 mort)
- Carlo Santacolomba † (1780 - 13 de juliol de 1801 mort)
- Alfonso Airoldi † (1803 - 25 de març de 1817 mort)
- Gabriele Maria Gravina, O.S.B. † (de gener de 1818 - de setembre de 1818 dimití)
- Giacomo Coccia † (15 de setembre de 1818 - 4 de juny de 1829 mort)
  - Sede vacante (1829-1834)
- Ignazio Avolio † (1834 - 22 de febrer de 1844 dimití)
  - Sede vacante (1844-1852)
- Paolo Maria Mondìo † (15 de març de 1852[5] - 4 de setembre de 1857 mort)
- Carlo Vittore Papardo, C.R. † (27 de setembre de 1858 - 27 d'octubre de 1871 nomenat bisbe de Patti)
  - Sede vacante (1871-1880)
- Gaetano Blandini † (12 d'agost de 1880 - 15 de març de 1883 nomenat bisbe coadjutor de Girgenti)
  - Sede vacante (1883-1890)
- Stefano Gerbino, O.S.B. † (3 de juny de 1890 - 29 de novembre de 1895 nomenat bisbe de Trapani)
- Giuseppe Fiorenza † (15 de desembre de 1895 - 22 de juny de 1896 nomenat arquebisbe de Siracusa)
- Vincenzo Di Giovanni † (21 d'octubre de 1896 - 4 de març de 1901 dimití)
  - Sede vacante (1901-1920)
  - Francesco Certo Garipoli † (16 d'abril de 1901 - 21 de febrer de 1911 mort) (administrador apostòlic)
- Salvatore Ballo Guercio † (8 de març de 1920 - 18 de setembre de 1933 nomenat bisbe de Mazara del Vallo)
- Antonio Mantiero † (1º de juny de 1935 - 29 d'agost de 1936 nomenat bisbe de Treviso)
- Luciano Geraci † (6 de març de 1937 - 20 de juliol de 1946 mort)
- Luigi Cammarata † (4 de desembre de 1946 - 24 de febrer de 1950 mort)
- Guido Tonetti † (25 de juliol de 1950 - 16 de febrer de 1957 nomenat arquebisbe, títol personal, de Cuneo)
- Francesco Ricceri † (16 de març de 1957 - 15 de maig de 1961 nomenat bisbe de Trapani)
- Francesco Tortora, O.M. † (19 de març de 1962 - 21 d'octubre de 1972 nomenat bisbe de Gerace-Locri)
  - Sede vacante (1972-1976)
- Ignazio Cannavò (20 de desembre de 1976 - 30 de setembre de 1986 nomenat arquebisbe de Messina-Lipari-Santa Lucia del Mela)

### Seu de Messina-Lipari-Santa Lucia del Mela
- Ignazio Cannavò (30 de setembre de 1986 - 17 de maig de 1997 jubilat)
- Giovanni Marra (17 de maig de 1997 - 18 de novembre de 2006 jubilat)
- Calogero La Piana, S.D.B., (18 de novembre de 2006 - 20 d'octubre de 2016 jubilat)
- Giovanni Accolla, des del 20 d'octubre de 2016

## Estadístiques
A finals del 2004, l'arxidiòcesi tenia 486.329 batejats sobre una població de 487.429 persones, equivalent al 99,8% del total.
| any                                                | població | població | població | sacerdots | sacerdots       | sacerdots       | sacerdots             | diaques | religiosos | religiosos | parroquies |
| -------------------------------------------------- | -------- | -------- | -------- | --------- | --------------- | --------------- | --------------------- | ------- | ---------- | ---------- | ---------- |
| any                                                | batejats | total    | %        | total     | clergat secular | clergat regular | batejats por sacerdot | diaques | homes      | dones      |            |
| arquebisbat de Messina                             |          |          |          |           |                 |                 |                       |         |            |            |            |
| 1949                                               | 399.000  | 400.000  | 99,8     | 454       | 294             | 160             | 878                   |         | 270        | 1.700      | 250        |
| 1970                                               | 478.000  | 495.500  | 96,5     | 502       | 274             | 228             | 952                   |         | 292        | 1.120      | 214        |
| 1980                                               | 447.100  | 457.000  | 97,8     | 417       | 241             | 176             | 1.072                 |         | 230        | 944        | 239        |
| bisbat de Lipari                                   |          |          |          |           |                 |                 |                       |         |            |            |            |
| 1949                                               | 20.000   | 20.000   | 100,0    | 51        | 48              | 3               | 392                   |         | 5          | 16         | 26         |
| 1970                                               | 13.000   | 13.000   | 100,0    | 37        | 34              | 3               | 351                   |         | 3          | 24         | 26         |
| 1980                                               | 13.048   | 13.550   | 96,3     | 24        | 24              | -               | 543                   |         | -          | 17         | 26         |
| prelatura de Santa Lucia del Mela                  |          |          |          |           |                 |                 |                       |         |            |            |            |
| 1950                                               | 19.940   | 20.550   | 97,0     | 42        | 21              | 21              | 474                   |         | -          | 20         | 9          |
| 1970                                               | 17.613   | 17.716   | 99,4     | 20        | 14              | 6               | 880                   |         | 6          | 23         | 11         |
| 1980                                               | ?        | 17.100   | ?        | 22        | 16              | 6               | ?                     |         | 16         | 6          | 11         |
| arquebisbat de Messina-Lipari-Santa Lucia del Mela |          |          |          |           |                 |                 |                       |         |            |            |            |
| 1990                                               | 514.000  | 526.000  | 97,7     | 483       | 267             | 216             | 1.064                 | 15      | 278        | 913        | 241        |
| 1999                                               | 503.000  | 518.360  | 97,0     | 435       | 248             | 187             | 1.156                 | 46      | 237        | 720        | 243        |
| 2000                                               | 503.000  | 518.360  | 97,0     | 435       | 250             | 185             | 1.156                 | 46      | 236        | 706        | 243        |
| 2001                                               | 503.000  | 518.360  | 97,0     | 415       | 235             | 180             | 1.212                 | 53      | 240        | 690        | 244        |
| 2002                                               | 503.000  | 518.360  | 97,0     | 420       | 238             | 182             | 1.197                 | 53      | 210        | 675        | 244        |
| 2003                                               | 486.329  | 487.429  | 99,8     | 343       | 241             | 102             | 1.417                 | 62      | 165        | 502        | 244        |
| 2004                                               | 486.329  | 487.429  | 99,8     | 346       | 241             | 105             | 1.405                 | 62      | 232        | 489        | 244        |

### Messina
- Aquest article incorpora fragments d'una publicació que està en domini públic:  «article name needed». A: Charles Herbermann. Catholic Encyclopedia.  Nova York: Robert Appleton, 1913.
- Francesco Lanzoni, Le diocesi d'Italia dalle origini al principio del secolo VII (an. 604), vol. II, Faenza 1927, pp. 614–616 (italià)
- Giuseppe Cappelletti, Le Chiese d'Italia dalla loro origine sino ai nostri giorni, Venezia 1870, vol. XXI, pp. 559–569 (italià)
- Pius Bonifacius Gams, Series episcoporum Ecclesiae Catholicae, Leipzig 1931, pp. 949–950 (llatí)
- Konrad Eubel, Hierarchia Catholica Medii Aevi, vol. 1 Arxivat 2019-07-09 a Wayback Machine., p. 337; vol. 2 Arxivat 2018-10-04 a Wayback Machine., p. 190; vol. 3 Arxivat 2019-03-21 a Wayback Machine., p. 242; vol. 4 Arxivat 2018-10-04 a Wayback Machine., p. 239; vol. 5, pp. 265–266; vol. 6, pp. 286–287 (llatí)
- Decret Instantibus votis, AAS 79 (1987), pp. 741–743 (llatí)

### Lipari
- Diocesi di Lipari su www.catholic-hierarchy.org
- Francesco Lanzoni, Le diocesi d'Italia dalle origini al principio del secolo VII (an. 604), vol. II, Faenza 1927, pp. 654–655 (italià)
- Giuseppe Cappelletti, Le Chiese d'Italia dalla loro origine sino ai nostri giorni, Venezia 1870, vol. XXI, pp. 572-579 (italià)
- Vincenzio d'Avino, Cenni storici sulle chiese arcivescovili, vescovili e prelatizie (nullius) del Regno delle Due Sicilie, Napoli 1848, pp. 298–300 (italià)
- Carlo Rodriquez, Breve cenno storico sulla Chiesa Liparese in: Giornale di scienze, letteratura ed arti per la Sicilia, Palermo 1841, vol. 75 pp. 273–297; vol. 76 pp. 33–66 (italià)
- Pius Bonifacius Gams, Series episcoporum Ecclesiae Catholicae, Leipzig 1931, pp. 946–947 (llatí)
- Konrad Eubel, Hierarchia Catholica Medii Aevi, vol. 1 Arxivat 2019-07-09 a Wayback Machine., pp. 308 e 384; vol. 2 Arxivat 2018-10-04 a Wayback Machine., p. 178; vol. 3 Arxivat 2019-03-21 a Wayback Machine., p. 226; vol. 4 Arxivat 2018-10-04 a Wayback Machine., p. 222; vol. 5, p. 245; vol. 6, p. 263 (llatí)

### Santa Lucia del Mela
- Vincenzio d'Avino, Cenni storici sulle chiese arcivescovili, vescovili e prelatizie (nullius) del Regno delle Due Sicilie, Napoli 1848, pp. 612–613 (italià)
- Cronologia dels prelats Arxivat 2010-09-02 a Wayback Machine. (italià)